# Rondae Hollis-Jefferson
Rondae Jaquan Hollis-Jefferson (Chester, 3 gennaio 1995) è un cestista statunitense naturalizzato giordano.

## Carriera

### NBA (2015-)

#### Brooklyn Nets (2015-)
Si rende eleggibile al Draft 2015 in cui viene scelto come 23ª scelta dai Portland Trail Blazers, che successivamente nella notte lo cedettero ai Brooklyn Nets.

## Statistiche

### NCAA
| Anno      | Squadra          | PG | PT | MP   | TC%  | 3P%  | TL%  | RP  | AP  | PRP | SP  | PP   |
| --------- | ---------------- | -- | -- | ---- | ---- | ---- | ---- | --- | --- | --- | --- | ---- |
| 2013-2014 | Arizona Wildcats | 38 | 6  | 25,3 | 49,0 | 20,0 | 68,2 | 5,7 | 1,4 | 0,7 | 1,1 | 9,1  |
| 2014-2015 | Arizona Wildcats | 38 | 25 | 28,7 | 50,2 | 20,7 | 70,7 | 6,8 | 1,6 | 1,2 | 0,8 | 11,2 |
| Carriera  | Carriera         | 76 | 31 | 27,0 | 49,6 | 20,5 | 69,7 | 6,3 | 1,5 | 0,9 | 0,9 | 10,2 |

#### Massimi in carriera
- Massimo di punti: 23 vs Texas Southern (19 marzo 2015)[2]
- Massimo di rimbalzi: 12 vs California-Los Angeles (13 marzo 2015)
- Massimo di assist: 6 vs Nevada-Las Vegas (7 dicembre 2013)
- Massimo di palle rubate: 4 vs California-Berkeley (5 marzo 2015)
- Massimo di stoppate: 4 vs Gonzaga (23 marzo 2014)
- Massimo di minuti giocati: 45 vs Arizona State (14 febbraio 2014)

### NBA

#### Regular season
| Anno      | Squadra             | PG  | PT  | MP   | TC%  | 3P%  | TL%  | RP  | AP  | PRP | SP  | PP   |
| --------- | ------------------- | --- | --- | ---- | ---- | ---- | ---- | --- | --- | --- | --- | ---- |
| 2015-2016 | Brooklyn Nets       | 29  | 17  | 21,2 | 45,7 | 28,6 | 71,2 | 5,3 | 1,5 | 1,3 | 0,6 | 5,8  |
| 2016-2017 | Brooklyn Nets       | 78  | 50  | 22,6 | 43,4 | 22,4 | 75,1 | 5,8 | 2,0 | 1,1 | 0,6 | 8,7  |
| 2017-2018 | Brooklyn Nets       | 68  | 59  | 28,2 | 47,2 | 24,1 | 78,8 | 6,8 | 2,5 | 1,0 | 0,7 | 13,9 |
| 2018-2019 | Brooklyn Nets       | 59  | 21  | 20,9 | 41,1 | 18,4 | 64,5 | 5,3 | 1,6 | 0,7 | 0,5 | 8,9  |
| 2019-2020 | Toronto Raptors     | 60  | 6   | 18,7 | 47,1 | 13,0 | 73,4 | 4,7 | 1,8 | 0,8 | 0,4 | 7,0  |
| 2020-2021 | Portland T. Blazers | 11  | 1   | 9,7  | 50,0 | 0,0  | 56,3 | 2,4 | 1,2 | 0,2 | 0,4 | 2,5  |
| Carriera  | Carriera            | 305 | 154 | 22,2 | 44,9 | 21,2 | 73,5 | 5,5 | 1,9 | 0,9 | 0,5 | 9,0  |

#### Play-off
| Anno     | Squadra             | PG | PT | MP   | TC%  | 3P%  | TL%  | RP  | AP  | PRP | SP  | PP   |
| -------- | ------------------- | -- | -- | ---- | ---- | ---- | ---- | --- | --- | --- | --- | ---- |
| 2019     | Brooklyn Nets       | 4  | 0  | 15,5 | 48,5 | 100  | 80,0 | 3,0 | 1,5 | 0,3 | 1,3 | 13,3 |
| 2020     | Toronto Raptors     | 5  | 0  | 7,8  | 40,0 | 0,0  | 75,0 | 2,0 | 0,6 | 0,4 | 0,2 | 2,8  |
| 2021     | Portland T. Blazers | 5  | 0  | 7,2  | 80,0 | -    | 66,7 | 1,6 | 0,0 | 0,2 | 0,2 | 2,0  |
| Carriera | Carriera            | 14 | 0  | 9,8  | 50,0 | 50,0 | 77,8 | 2,1 | 0,6 | 0,3 | 0,5 | 5,5  |

#### Massimi in carriera
- Massimo di punti: 25 vs New York Knicks (14 dicembre 2017)[3]
- Massimo di rimbalzi: 17 vs Toronto Raptors (8 gennaio 2018)
- Massimo di assist: 7 (2 volte)
- Massimo di palle rubate: 5 (2 volte)
- Massimo di stoppate: 4 (2 volte)
- Massimo di minuti giocati: 43 vs Charlotte Hornets (26 dicembre 2018)

## Palmarès
- McDonald's All-American Game (2013)